# بروس كيندال
بروس كيندال (بالإنجليزية: Bruce Kendall)‏ هو ركوب الأمواج ‏ نيوزيلندي، ولد في 1964 في Papakura District ‏ في نيوزيلندا.

## وصلات خارجية
- بروس كيندال على موقع الاتحاد الدولي للملاحة الشراعية (موقع جديد) (الإنجليزية)
- بروس كيندال على موقع الاتحاد الدولي للملاحة الشراعية (موقع قديم) (الإنجليزية)
- بروس كيندال على موقع اللجنة الأولمبية الدولية (الإنجليزية)
- بروس كيندال على موقع أوليمبيديا (الإنجليزية)
- بروس كيندال على موقع اللجنة الأولمبية النيوزيلندية (الإنجليزية)
- بروس كيندال على موقع قاعة نيوزيلندا للمشاهير الرياضية (الإنجليزية)